# Agustí Cortés Soriano
Agustí Cortés Soriano (València, 23 d'octubre de 1947) és un religiós valencià, fou bisbe de Sant Feliu de Llobregat des de 2004 fins al 2024.

## Biografia
Cursà els estudis eclesiàstics al Seminari Metropolità de València, i es llicencià en teologia per la Facultat de Teologia Sant Vicenç Ferrer de la mateixa ciutat.L'any 1993 es doctorà en teologia a la Pontifícia Universitat Gregoriana de Roma. Fou ordenat sacerdot el 23 de desembre de 1971. En el seu ministeri sacerdotal, entre 1972 i 1974, fou vicari a Quart de Poblet; de 1973 a 1984, capellà del Col·legi Sant Josep de la Muntanya de València; de 1974 a 1976, rector de Quart de Poblet i professor a l'Institut Lluís Vives de València; de 1976 a 1978, director del Secretariat Diocesà de Pastoral Juvenil; l'any 1978, vicari de Sant Antoni de Pàdua de València; de 1978 a 1984, secretari particular del qui aleshores era arquebisbe de València, Mons. Miquel Roca Cabanellas; de 1986 a 1997, rector del Seminari Metropolità de València; de 1997 a 1998, canonge penitencier de la catedral de València; i entre 1990 i 1998, professor de teologia a la Facultat Teològica, a l'Institut Teològic per al Matrimoni i la Família i a l'Institut de Ciències Religioses de València.
Fou nomenat bisbe d'Eivissa el 20 de febrer de 1998 rebent l'ordenació episcopal i prenent possessió de la seu el 18 d'abril d'aquell mateix any.
El 12 de setembre de 2004 inicià el seu ministeri com a primer bisbe de la diòcesi de Sant Feliu de Llobregat, a la catedral de Sant Llorenç d'aquesta localitat.
En la Conferència Episcopal Espanyola es membre de la Comissió Episcopal per la Evangelització, Catequesi i Catecumenat des de març de 2020. Va ser membre de la Comissió de Doctrina de la Fe de 2020 a 2024 i vicepresident de Seminaris i Universitats (2014-2017), i membre de la Comissió de Litúrgia (2014-2017), de Doctrina de la Fe (1999-2002) y d'Ensenyament i Catequesi (2002-2005).
En la Conferència Episcopal Tarraconense és el bisbe delegat de la Pastoral Familiar i encarregat del Secretariat interdiocesà de Pastoral de santuaris, peregrinacions i turisme de Catalunya i les Illes.